# Netty van Hoorn
Netty van Hoorn (Amsterdam, 14 juni 1951) is een Nederlands regisseur en producent van documentaires, auteursfilms, opdrachtfilms en commercials. Enkele documentaires van haar hebben prijzen gewonnen en nominaties gekregen.

## Biografie
Netty van Hoorn komt uit een gezin van zes kinderen. Van Hoorn studeerde in 1983 af aan de Nederlandse Film en Televisie Academie en liep stages bij tv-programma's zoals Kijk Maar bij de Vara . 
Zij realiseerde vervolgens vele documentaires en maakte ook reclames voor onder andere de thuiszorg en regisseerde toneelstukken. Netty van Hoorn maakte ook deel uit van de vrouwenbeweging in de zeventiger jaren.

## Prijzen
In 1989 werd ze genomineerd voor een Gouden Kalf voor de film Sweet & Hot Music.
Won ze in 1992 de Loe de Jong prijs voor de documentaire De watersnoodramp.
En kreeg ze in 1995 weer een nominatie voor een Gouden Kalf voor de documentaire The international Singing Star Leo Fuld.
In 2002 won ze de Nederlandse Academy Award voor de documentaire Zelfmoord van een vluchteling
en werd ze 2 keer genomineerd voor een Gouden Kalf.

## Filmografie
- De zevende etage (1981)
- Wie heeft de toekomst (1983)
- Ellen Muriël (1983)
- De straat (1985) 3 delig
- In de war (1986)
- Drugs, genot en verbod (1986) serie
- Rok en Rol (1987-1988-1989) serie
- Sweet & Hot Music (1989)
- Gelati (1990)
- Achter de dijk (1991)
- De watersnoodramp (1993)
- Variété, Artiest voor 't leven (1992)
- De winkelwagentjesbrigade (1993)
- Het verhaal achter het kleine gruwelijke krantenbericht (1994)
- The international Singing Star Leo Fuld (1994)
- Je gelooft 't niet (1995)
- Terug in de straat (1995) 2 delig
- Te koop (1995) serie
- Curaçao, van Watamula tot Punt Kanon (1997) 26 delen
- De affaire, het vuil, de stad en de dood (1999)
- Willem Breuker "Time is an Empty Bottle of Wine" (2000)
- Hoeren in zaken (2001)
- Zelfmoord van een vluchteling (2002)
- Scoren in een sloppenwijk (2003)
- Circus en Variété - Het bloed kruipt... (2004)
- De Hofpleingroep, Macbeth aan de Maas (2005)
- De Droomfabriek (2006/2007)
- Een noodlottige ontmoeting (2007)
- Het Oogziekenhuis (2011)
- Het Nieuwe Huis van Olga Zuiderhoek (2012/2013)
- Dit had ook mij kunnen overkomen  (2015/2016)
- Club Gewalt (2016)
- De stad was van ons (2020)